# Život brouka
Život brouka (v originále A Bug's Life) je americký počítačově animovaný film, charakterizovaný jako dobrodružná komedie, vytvořený studiem Pixar roku 1998 a režírovaný Johnem Lasseterem.
Film je koncipován jako převyprávění Ezopovy bajky Mravenec a kobylka. Jeho výroba začala krátce po uvedení animovaného filmu Toy Story v roce 1995. Scénář pro film vytvořili scenáristé Andrew Stanton, Donald McEnery a Bob Shaw.

## Obsazení
- Dave Foley (Michal Jagelka) jako Flik – mravenec, hlavní představitel
- Kevin Spacey (Jaromír Meduna) jako Hopr – krutý vůdce kobylek, které terorizují mravence
- Julia Louis-Dreyfus (Miriam Chytilová) jako princezna Atta – princezna mravenčí kolonie
- Hayden Panettiere (Martina Holomčíková) jako princezna Dot – Attina mladší sestra
- Phyllis Diller (Eva Jiroušková) jako královna
- Richard Kind (Václav Vydra) jako Molt – Hoprův mladší bratr
- David Hyde Pierce (Jiří Korn) jako Slim – strašilka, klaun a Francisova zbraň
- Joe Ranft (Libor Terš) jako Heimlich – housenka, klaun
- Denis Leary (Stanislav Lehký) jako Francis – beruška, klaun
- Jonathan Harris (Jan Skopeček) jako kudlanka (v orig. Major Manny) – kudlanka, kouzelník
- Madeline Kahn (Hana Talpová) jako bekyně – bekyně velkohlavá
- Bonnie Hunt (Simona Vrbická) jako Rosie – černá vdova
- Mike McShane (Zdeněk Štěpán) jako Šándor as Béla (v orig. Tuck and Roll) – two pillbug acrobats
- John Ratzenberger (Václav Knop) jako blecha P. T. – the circus troupe's boss and ringmaster
- Brad Garrett (Radan Rusev) jako Dim – a rhinoceros beetle
- Roddy McDowall jako Mr. Soil – the ant colony's resident thespian and advisor to The Queen; this was McDowall's last role
- Edie McClurg jako Dr. Flora – doktor mravenčí kolonie
- Alex Rocco jako Thorny – členka Rady mravenců
- David Ossman jako Cornelius – nejstarší mravenec